# Kỷ nguyên quark
Trong vật lý vũ trụ học, kỷ nguyên quark là thời điểm được cho rằng xảy ra trong khoảng 10−12 đến 10−6 giây sau sự kiện kiến tạo vũ trụ bởi Vụ Nổ Lớn, khi mà vũ trụ được lấp đầy bởi quark-gluon plasma. Khi đó, các tương tác cơ bản (hấp dẫn, điện từ, mạnh và yếu) đã tồn tại nhưng nhiệt độ lúc đó còn quá cao để các hạt quark có thể liên kết với nhau tạo thành các hạt hadron. Kỷ nguyên quark tiếp nối kỷ nguyên điện từ yếu khi tương tác điện yếu tách thành tương tác yếu và điện từ.
Trong kỷ nguyên quark, vũ trụ chứa đầy plasma quark-gluon nóng và dày đặc, chứa quark, lepton và phản hạt của chúng. Va chạm giữa các hạt quá mạnh để cho phép các quark kết hợp thành meson hoặc baryon. Kỷ nguyên quark kết thúc khi vũ trụ khoảng 10−6 giây tuổi, khi năng lượng trung bình của các tương tác hạt đã giảm xuống dưới năng lượng liên kết của hadron. Giai đoạn tiếp theo, khi các quark bị giới hạn bên trong các hadron, được gọi là kỷ nguyên hadron.